# Carouge
Carouge – szwajcarskie miasto i gmina (fr. commune; niem. Gemeinde) w kantonie Genewa. Jedno z najbardziej zamożnych przedmieść Genewy.

## Historia
Miasto zostało założone 31 stycznia 1786 r. przez Wiktora Amadeusza III Sardyńskiego, króla Sardynii i księcia Sabaudii.

## Demografia
W Carouge mieszka 22 536 osób. W 2020 roku 36,7% populacji gminy stanowiły osoby urodzone poza Szwajcarią.

## Transport
Przez teren miasta przebiegają autostrada A1 oraz droga główna nr 114.